# Karl Schou
Carl (Karl) Holger Jacob Schou (9 de marzo de 1870 en Copenhague-8 de marzo de 1938 en Charlottenlund) fue un pintor paisajista danés.

## Formación
Schou trabajó en una fábrica de pintura durante el período 1882-84; luego fue alumno de la escuela de pintura de Valdemar Sichelkow en el periodo 1884-86; de la Statens Tegnelærerkursus, la København hos Malthe Engelsted en el curso 1886-87 y la  Zahrtmanns skole en el periodo 1887-1900.

## Trayectoria

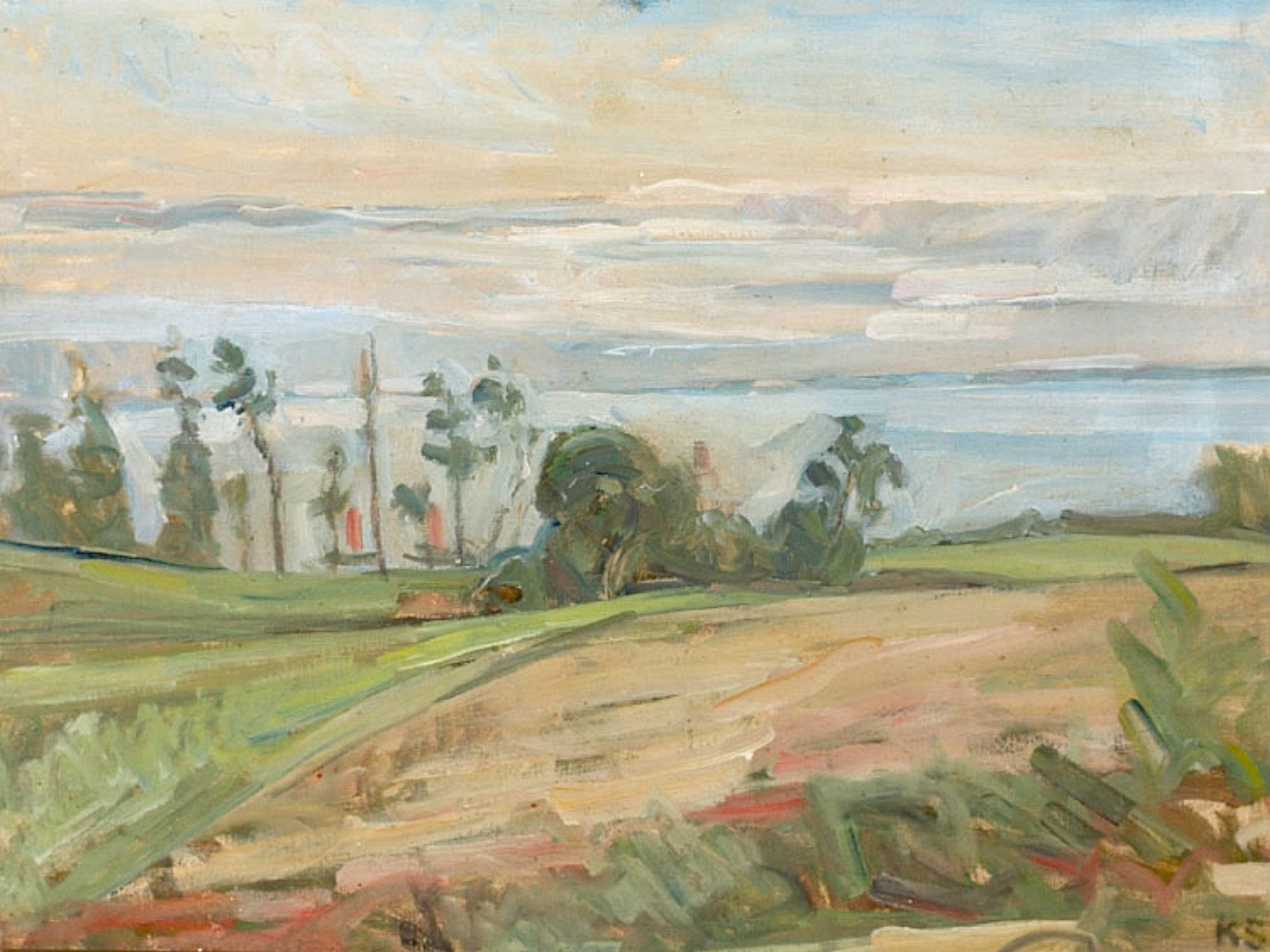
Karl Schou, Paisaje con fiordo

Schou pintó retratos, bodegones y algunas imágenes arquitectónicas, pero fue principalmente un paisajista. En la escuela de Zahrtmann entabló amistad con los pintores de Fionia, dentro de cuyo círculo se le considera, pero se diferencia de ellos tanto en la percepción de la naturaleza como en la forma de pintar que se inclinó hacia el expresionismo.
En las dos grandes decoraciones de la década de 1930, mostró un lado diferente de su talento que las pinturas más pequeñas. En el Rigshospitalet, la representación de la figura en su decoración fue simple y resumida, y para el Christianshavns Gymnasium pintó paisajes, ciudades e imágenes arquitectónicas, así como reportajes contemporáneos realistas en forma de un todo decorativo y significativo. Schou desempeñó un papel importante en la formación de Grønningen en 1915, pero se fue en ya 1922. Como escritor, Schou fue claro, inteligente y humorístico, mostrando la misma fina capacidad de observación que en su pintura. Schou tuvo alumnos, entre ellos un hijo de 2º matrimonio, el pintor Mikael Schou.
- Se casó por primera vez el 16 de mayo de 1894 en Flødstrup con la taquígrafa parlamentaria Marie Hansen (21 de enero de 1865 en Faaborg - 21 de octubre de 1934 en Gentofte) hija del pintor Syrak Hansen y Marie Birgitta Rasmussen. El matrimonio se disolvió, después de lo cual Marie se casó con Fritz Syberg después de la muerte de Anna Syberg en 1914.

- Se casó por segunda vez el 12 de septiembre de 1913 en Copenhague con la pintora, platera y tejedora Ingeborg Selma Margotta Bertelsen (nacida el 9 de julio de 1880 en Copenhague - muerta el 21 de noviembre de 1943 en Gentofte) hija del doctor Edvard Thomas Gottlob Bertelsen y Anna Louise Christensen.

Está enterrado en el cementerio de Mariebjerg.

## Honores
- 1904, 1907 Fundación Raben-Levetzauske
- 1905-06, 1909, 1911-12 Legado académico
- 1907 Fundación Hielmstierne-Rosencroneske
- 1925 El legado del ancla
- 1933, 1936 PA Schous Legado

## Obras escritas
- El pintor Peter Hansen 1868-1928, 1938
- Algunas Memorias de Juventud vinculadas a la Escuela de Zahrtmann en los años ochenta en el Anuario del Museo de Arte, 1938

## Galería

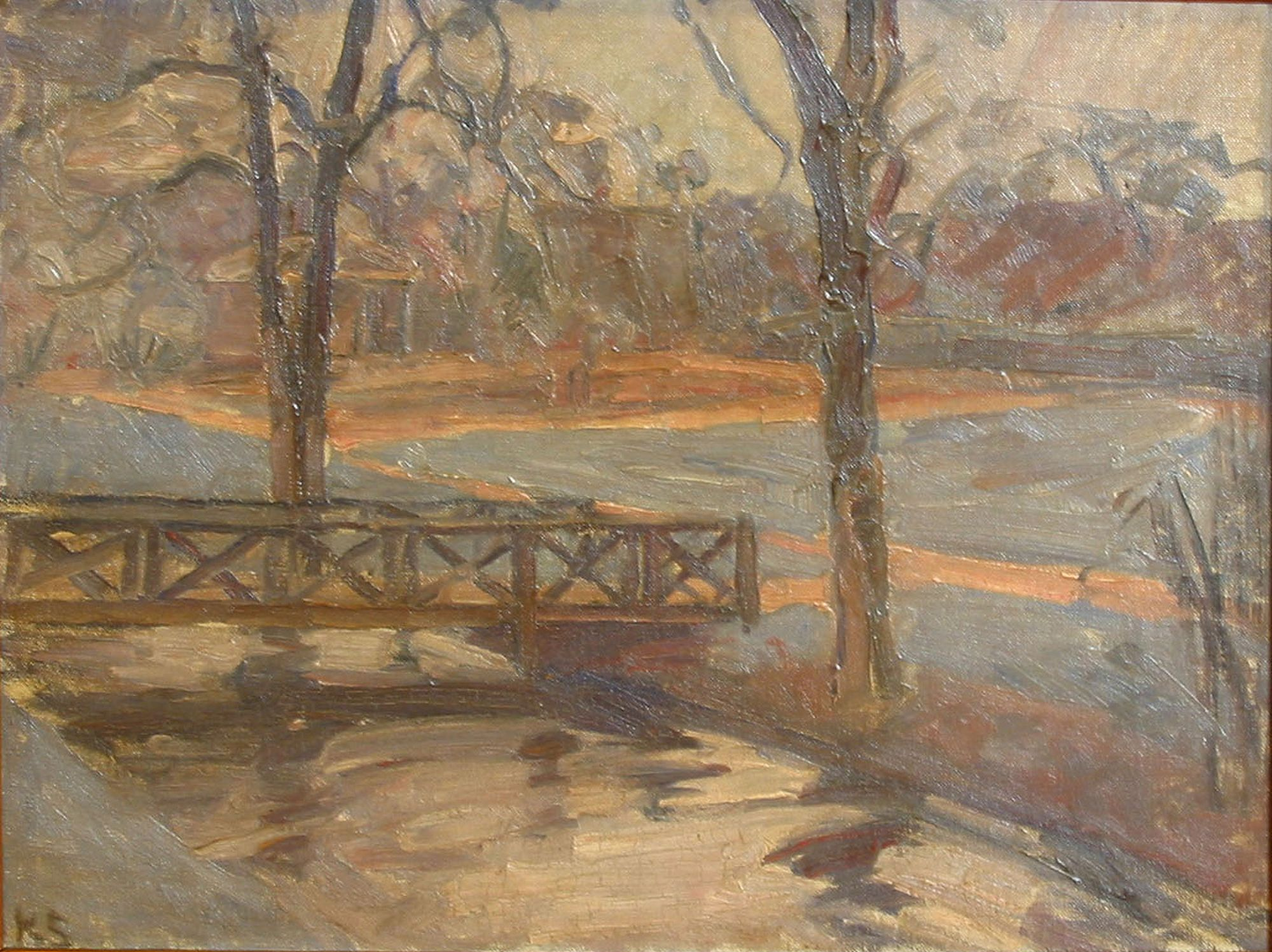
Karl Schou - Parti fra park
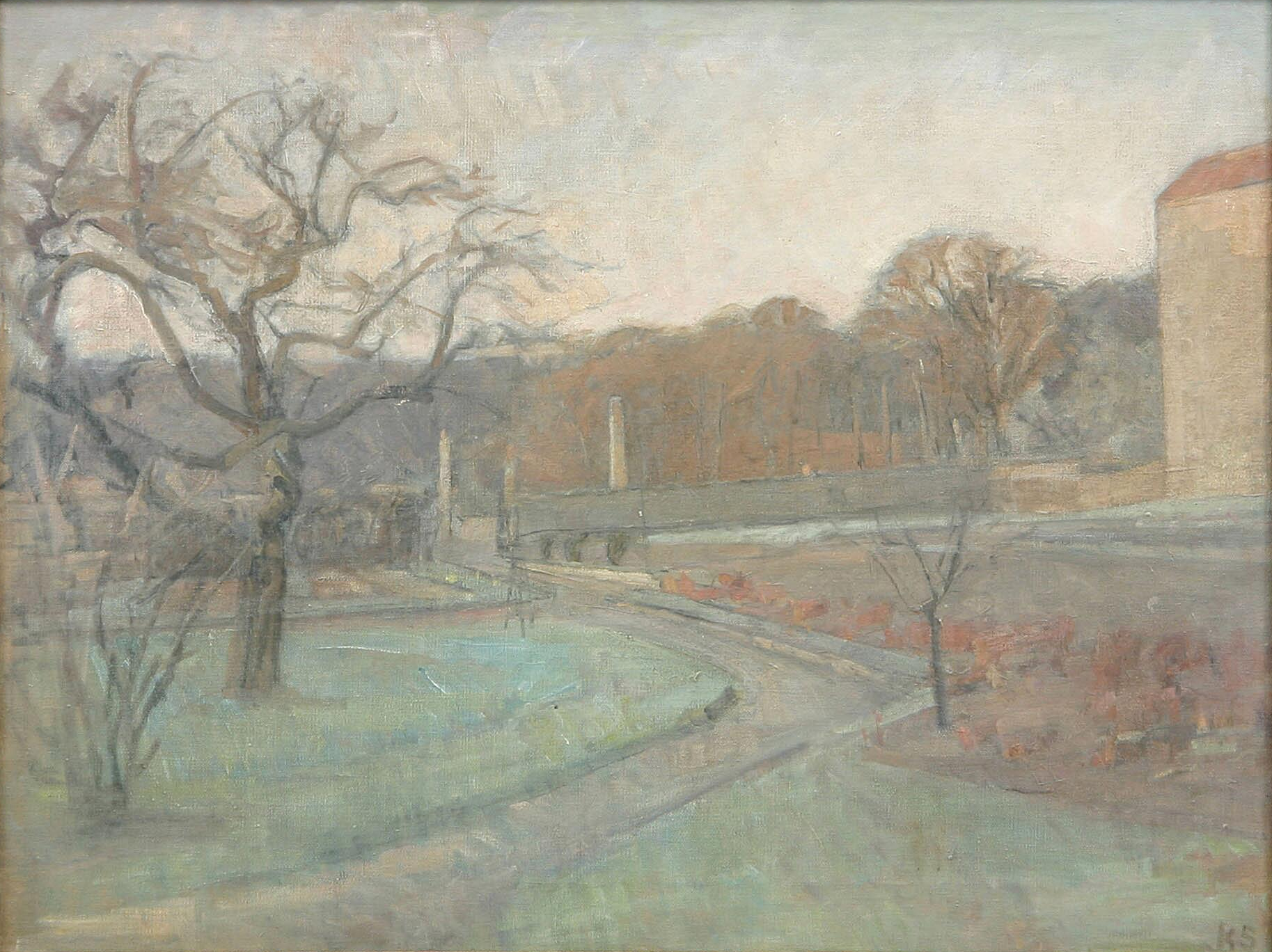
Karl Schou - Haveparti en efterårsdag
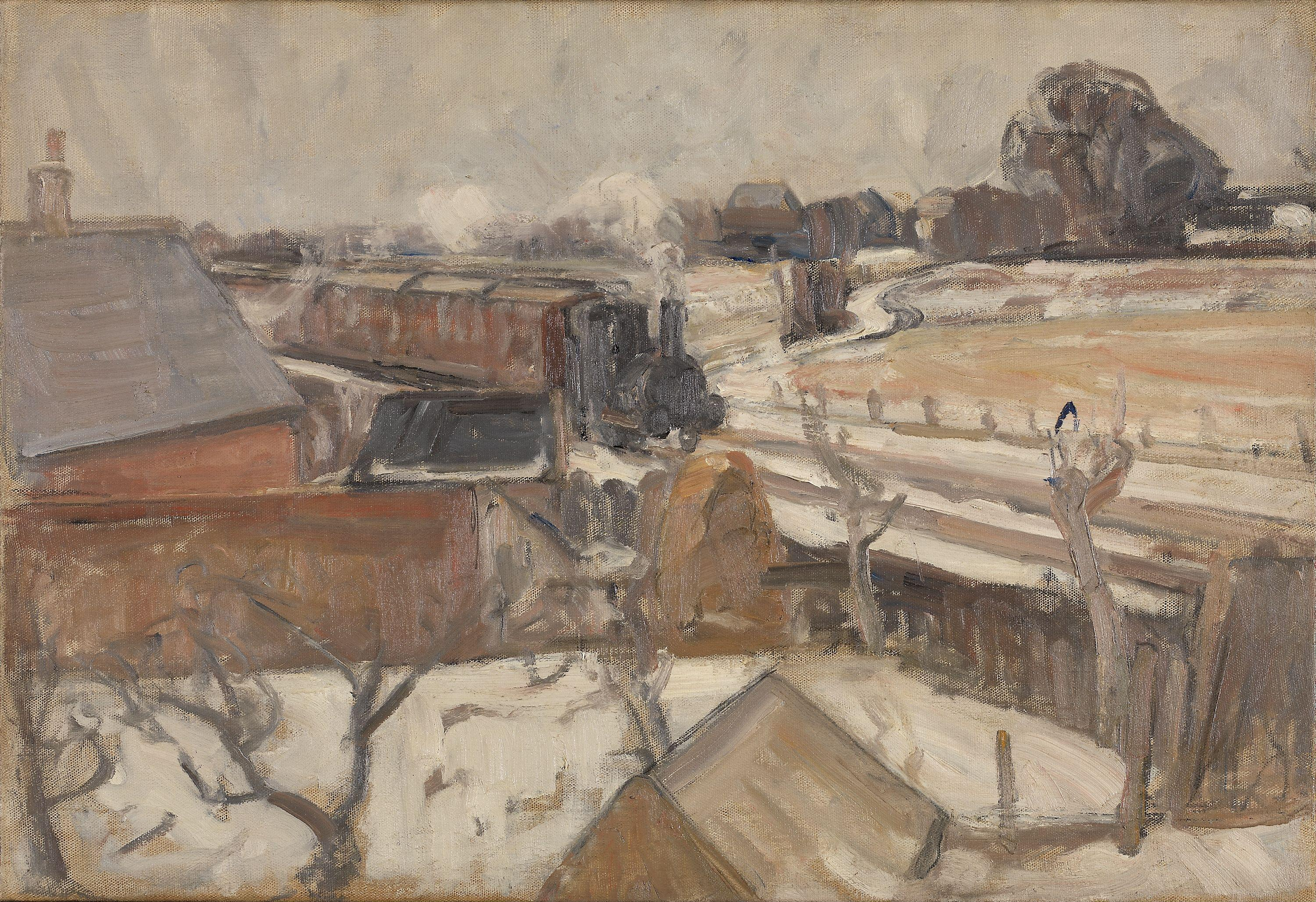
Karl Schou - Toget kommer - NG.M.01908 - National Museum of Art, Architecture and Design
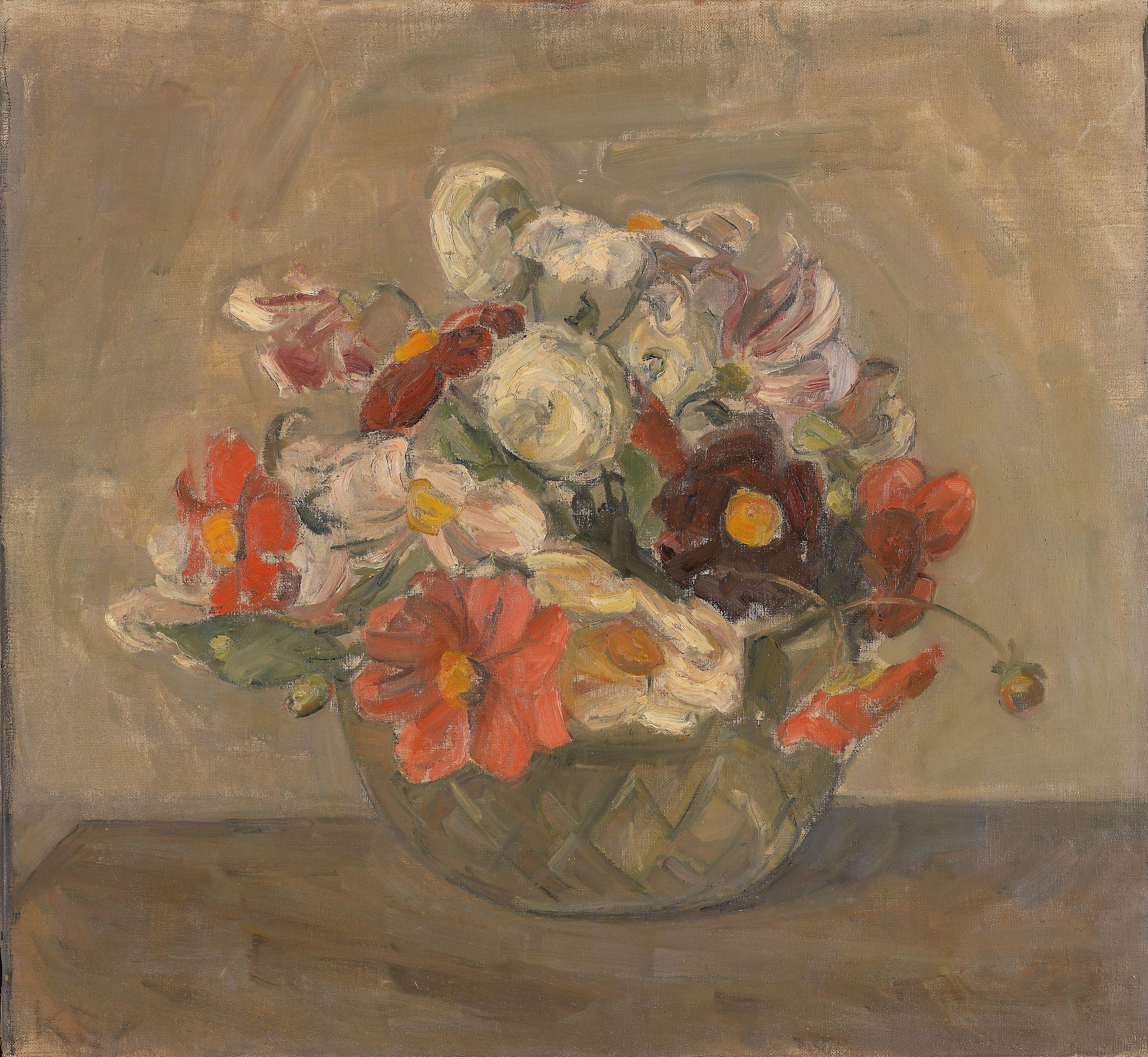
Karl Schou - Georginer - NG.M.01510 - National Museum of Art, Architecture and Design
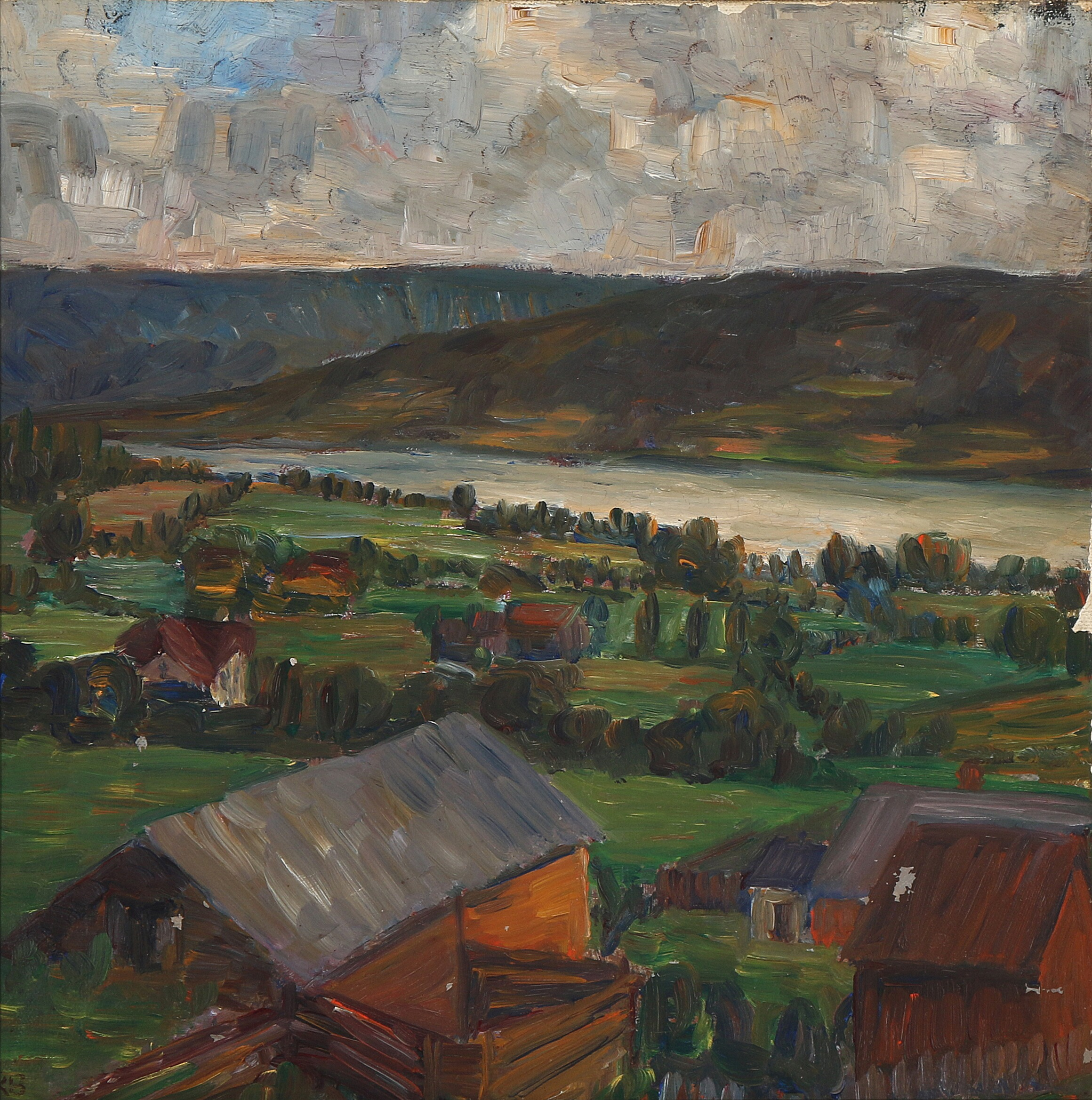
Karl Schou - Udsigt over Mjøsen, Norge
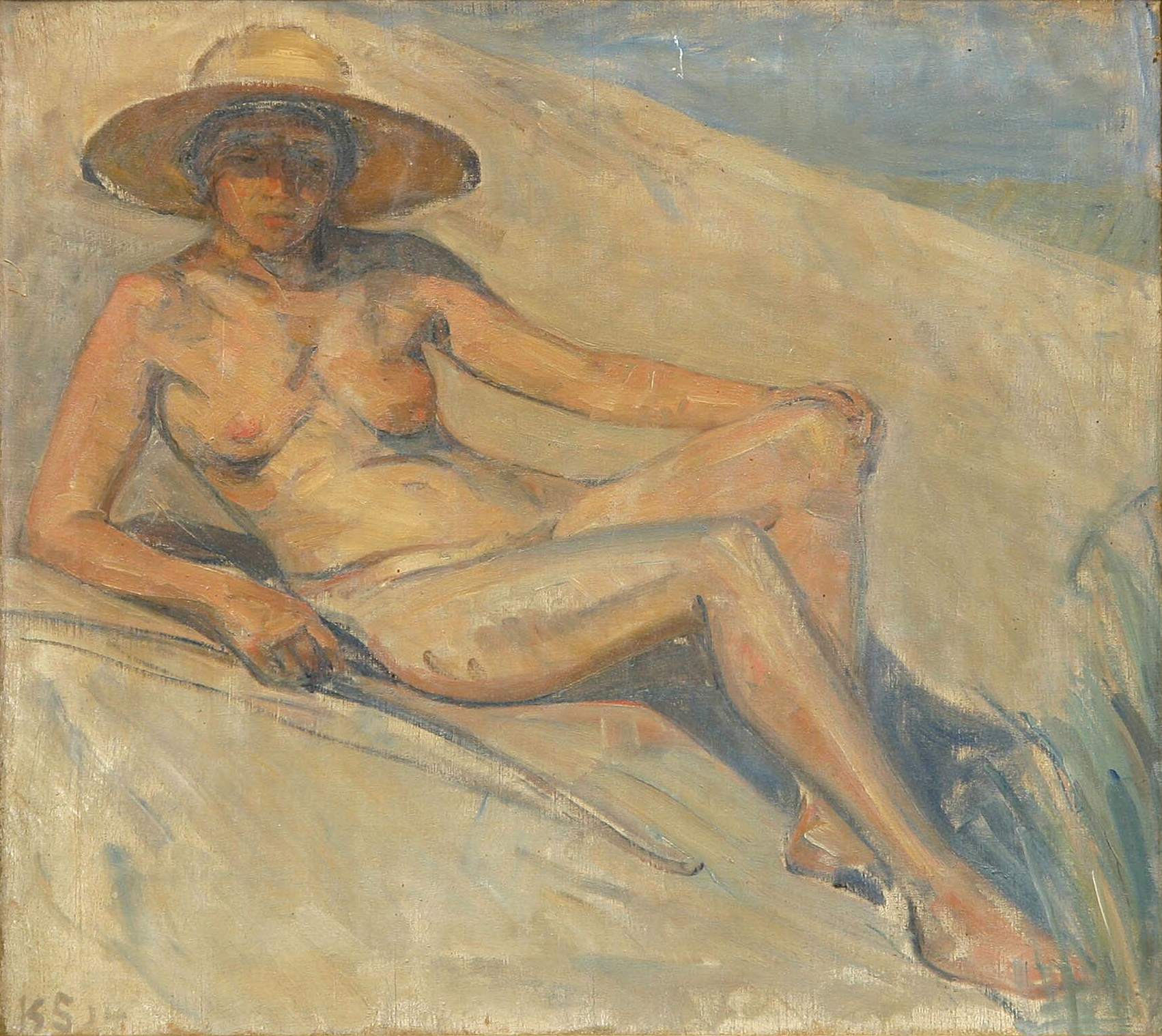
Karl Schou - Nøgen kvinde med hat liggende i klitterne - 1914